# For You/Time Limit
For You/Time Limit (For You／タイム・リミット?, For You / Taimu Rimitto) è il sesto singolo giapponese della cantante giapponese Utada Hikaru (l'ottavo in totale) pubblicato il 30 giugno 2000. For You è una ballad R&B, mentre Time Limit è un brano R&B maggiormente ritmato. Il singolo ha debuttato alla prima posizione della classifica Oricon, ed è il secondo singolo della Utada a mantenere la vetta per due settimane consecutive, vendendo 451.640 nella prima settimana e circa 909.000 copie in totale.

## Tracce
CD singolo TOCT-4230
1. For You - 5:22
2. Time Limit (タイム・リミット) - 4:55
3. For You (Original Karaoke) - 5:25
4. Time Limit (Original Karaoke) (タイム・リミット) - 5:54

## Classifiche
| Classifica (2001) | Posizione più alta |
| ----------------- | ------------------ |
| Oricon            | 1                  |